# Matelea abbreviata
Matelea abbreviata är en oleanderväxtart som beskrevs av Standley och L. O. Williams. Matelea abbreviata ingår i släktet Matelea och familjen oleanderväxter. Inga underarter finns listade i Catalogue of Life.